# Xoyotitla
Xoyotitla är en ort i Mexiko.   Den ligger i kommunen Álamo Temapache och delstaten Veracruz, i den sydöstra delen av landet, 240 km nordost om huvudstaden Mexico City. Xoyotitla ligger 98 meter över havet och antalet invånare är 218.
Terrängen runt Xoyotitla är platt åt sydost, men åt nordväst är den kuperad. Runt Xoyotitla är det ganska tätbefolkat, med 65 invånare per kvadratkilometer. Närmaste större samhälle är Temapache, 2,4 km öster om Xoyotitla. Trakten runt Xoyotitla består till största delen av jordbruksmark.